# Katherine Barrell
Katherine Barrell (Toronto, 12 de fevereiro de 1990) é uma atriz, produtora, escritora e diretora canadense, mais conhecida por seu papel como Nicole Haught na série de televisão "Wynonna Earp". Em 2020, ela entrou para a 6ª temporada da série "Good Witch", dando vida a personagem Joy Harper.

## Biografia
Katherine nasceu em 12 de fevereiro de 1990 em Toronto, capital da província de Ontário, Canadá. Filha de mãe eslovena, ela também é descendente de italianos e franceses. Barrell estudou na Assumption Catholic Secondary School em Burlington, Ontário, onde desempenhou papel principal em duas peças da escola, além de colaborar com um amigo em uma peça na qual escreveram, dirigiram e atuaram juntos. Ela também dirigiu a produção de O mágico de Oz no ensino médio e foi membro do Burlington Student Theatre por dois anos. Katherine começou a estudar teatro musical no Sheridan College, em seguida, se transferiu para o George Brown College para estudar cinema e atuação na School of Media & Performing Arts, graduando-se em 2010. Ela também fez treinamento na escola de comédia The Groundlings.

### Vida pessoal
Katherine Barrell é uma defensora do "Pink Box Program" da GIRL TALK Empowerment, uma organização Canadense que "inspira, fortalece e mobiliza as meninas para mudarem o mundo".
Em 2017, Barrell se casou com o também ator Ray Galletti, que conheceu durante as filmagens do filme "My Ex-Ex". Em julho de 2019, Katherine se assumiu bissexual em entrevista para Diva Magazine. No dia 8 de setembro de 2021, nasceu Ronin Barrell, filho de Katherine e Ray. Já em 21 de maio de 2024, nasceu o segundo filho do casal, desta vez uma menina, chamada Celeste Monique.

## Carreira
Os trabalhos de Katherine na televisão inclui o filme Poe (2011), onde ela interpreta Rowena; e Girls Night Out (2017), onde ela da vida a Sadie. As participações especiais incluem também a série Lost Girl, no episódio "Table for Fae" (2012), onde Kat interpreta Maisie; Murdoch Mysteries nos episódios "Murdoch in Toyland" (2012) como Marley Rosevear, e "The Murdoch Appreciation Society" (2014) como Ruby Rosevear; e Saving Hope no episódio "Can't You Hear Me Knocking?" (2015) como Dixie Kolesnyk. Já no cinema, seus papéis incluem Jaqueline Gill, no fime de terror The Scarehouse (2014); Mary na produção de comédia My Ex-Ex (2015), e Victoria Burns no suspense de terror britânico Definition of Fear (2015).
Em 2016, Barrell foi escalada para série de drama e fantasia Wynonna Earp. Primeiramente, seu papel na série incluiria apenas seis episódios, mas a autora logo mudou de ideia e Kat passou a fazer parte do elenco principal. Na trama, Barrell dá vida a personagem Nicole Haught, uma oficial da policia de Purgatory que demonstra um grande interesse amoroso por Waverly Earp, papel vivido pela atriz Dominique Provost-Chalkley. Atualmente, as duas formam um dos casais mais queridos da TV. Wayhaught, nome do shipper dado pelos fãs das personagens, é definitivamente o tipo de casal que faz com que os expectadores sonhem e tenham esperança sobre um amor leve e doce. Fugindo de finais trágicos, de brigas e traições, a autora Emily Andras traz neste casal a sensibilidade de um relacionamento saudável e abre visões positivas no que diz respeito as possibilidades de um “felizes para sempre”. Com esse trabalho, Barrell se tornou conhecida mundialmente e todos os anos acompanha o elenco da série em diversas convenções espalhadas pelo mundo.
Em 2017, juntamente com seu trabalho em Wynonna Earp, Kat aparece na série de comédia e drama da CBC Television, Workin' Moms, no papel recorrente de Alicia Rutherford. Katherine também possui uma empresa de produção, anteriormente chamada de "Kit Media", tendo produzido diversos curtas-metragens, dentre eles, o curta de comédia de 2013, Issues, que foi reconhecido como um dos melhores curtas-metragens do ano por Richard Crouse. Em 2018, "Kit Media" foi rebatizado e passou a se chamar "Blue Eyed Bandit". Ainda em 2017, o filme Dissecting Gwen, baseado em sua própria história, ganhou o prêmio de Melhor Roteiro no Women in Film & Television – Toronto, e foi premiado como o Melhor Curta de Comédia pela Canadian Diversity Film Festival de 2017. Em 2024, se juntou com sua amiga Melanie Scrofano para dirigir, escrever e atuar no filme Clickbait: Unfollowed.

## Filmografia

### Filmes
| Ano  | Título                               | Papel           | Notas                                             |
| ---- | ------------------------------------ | --------------- | ------------------------------------------------- |
| 2011 | Poe                                  | Rowena          | Filme para a TV                                   |
| 2011 | Queen of clubs                       | Joker           | Curta-metragem (Também como escritora)            |
| 2013 | Lost and Found                       | Ellen           | Curta-metragem                                    |
| 2013 | The Ties Between Us                  | Amy             | Curta-metragem                                    |
| 2013 | Issues                               | Rachel Stephens | Curta-metragem (Também como produtora)            |
| 2014 | The Scarehouse                       | Jaqueline Gill  | Elenco principal                                  |
| 2015 | Canadian Star                        | Ela mesma       | Documentário                                      |
| 2015 | My Ex-Ex                             | Mary            | Protagonista                                      |
| 2015 | Definition of Fear                   | Victoria Burns  | Elenco principal                                  |
| 2016 | A Nutcracker Christmas               | Beth James      | Filme para a TV                                   |
| 2017 | Girls Night Out                      | Sadie           | Filme para a TV                                   |
| 2018 | Lake Placid: Legacy                  | Jade            | Protagonista                                      |
| 2021 | A Godwink Christmas: Miracle of Love | Joy Fickett     | Filme para TV                                     |
| 2022 | Cabin Connection                     | Hannah Monroe   | Filme para TV                                     |
| 2022 | A Tale of Two Christmases            | Emma            | Protagonista                                      |
| 2023 | Making Scents of Love                | Shay Robson     | Protagonista                                      |
| 2023 | Everything Christmas                 | Viktoria "Tory" | Filme para TV                                     |
| 2024 | Shifting Gears                       | Jess Barro      | Filme para TV                                     |
| 2024 | Clickbait: Unfollowed                | Sofia           | Filme para TV (Também como diretora e roteirista) |

### Televisão
| Ano       | Título                | Papel             | Notas                                              |
| --------- | --------------------- | ----------------- | -------------------------------------------------- |
| 2012      | Lost Girl             | Maisie            | Episódio: "Table for Fae"                          |
| 2012      | Murdoch Mysteries     | Marley Rosevear   | Episódio: "Murdoch in Toyland"                     |
| 2012      | Off2Kali Comedy       | Vários            | Episódio: "Indian Guy + White"                     |
| 2014      | Reign                 | Criada bonita     | Episódio: "Long Live the King"                     |
| 2014      | The Listener          | Alya King         | Episódio: "Dancing with the Enemy"                 |
| 2014      | Murdoch Mysteries     | Ruby Rosevear     | Episódio: "O Murdoch Apreciação Da Sociedade"      |
| 2015      | Saving Hope           | Dixie Kolesnyk    | Episódio: "Can't You Hear Me Knocking?"            |
| 2016–2021 | Wynonna Earp          | Nicole Haught     | Elenco principal                                   |
| 2017–2021 | Workin' Moms          | Alicia Rutherford | Recorrente; 27 episódios                           |
| 2017      | Star Trek: Discovery  | Stella Grimes     | Episódio: "Magic to Make the Sanest Man Go Mad"    |
| 2018      | Private Eyes          | Whitney Malone    | Episódio: "Brew the Right Thing"                   |
| 2020–2021 | Good Witch            | Joy Harper        | Papel principal (6ª e 7ª temporada)                |
| 2024      | Clickbait: Unfollowed | Sofia             | Papel principal; Também como diretora e roteirista |

### Videoclipes
| Ano  | Título                      | Papel              | Artista       | Notas  |
| ---- | --------------------------- | ------------------ | ------------- | ------ |
| 2017 | "Something About Your Love" | Vocalista de fundo | ColinResponse | [ 33 ] |

## Outros trabalhos
| Ano  | Título                   | Papel           | Diretor      | Escritor            | Produtor                | Notas |
| ---- | ------------------------ | --------------- | ------------ | ------------------- | ----------------------- | --- |
| 2011 | Queen of Clubs           | Joker           |              | Sim                 |                         | Curta-metragem |
| 2012 | Roomies                  |                 |              |                     | Sim                     | Curta-metragem |
| 2013 | New Domain               |                 |              |                     | O Co-produtor           | Curta-metragem |
| 2013 | Issues                   | Rachel Stephens |              |                     | Sim                     | Curta-metragem |
| 2013 | The Change               |                 |              | Primeiro assistente |                         | Curta-metragem |
| 2014 | The Truth About Rainbows |                 |              |                     | O Co-produtor           | Curta-metragem |
| 2015 | Mature Young Adults      |                 | Pós-produção |                     | Sim                     | Curta-metragem |
| 2015 | The Offer                |                 |              |                     | Coordenador de produção | Curta-metragem |
| 2016 | Dissecting Gwen          |                 | Sim          | Enredo              | Sim                     | Curta-metragem Vencedor, Melhor Roteiro, Women in Film & Television – Toronto Vencedor, Melhor Curta de Comédia, Festival De diversidade De Cinema do Canadá |
| 2016 | Cannonball               |                 | Sim          | Sim                 | Sim                     | Curta-metragem |
| 2017 | Breakdown                |                 | Sim          | Enredo              |                         | Curta-metragem |
| 2023 | Flipping for Christmas   |                 | Sim          |                     |                         | Filme para TV |
| 2024 | Clickbait: Unfollowed    | Sofia           | Sim          | Sim                 |                         | Filme para TV |

## Prêmios e Indicações
| Ano  | Premiação              | Categoria                 | Trabalho indicado | Resultado |
| ---- | ---------------------- | ------------------------- | ----------------- | --------- |
| 2019 | Canadian Screen Awards | Prêmio Escolha do Público | Wynonna Earp      | Indicada  |
| 2020 | Canadian Screen Awards | Prêmio Escolha do Público | Wynonna Earp      | Vencedora |